# Избори за Скупштину Црне Горе 2002.
Избори за посланике у Скупштину Републике Црне Горе 2002. су одржани 20. октобра 2002. године. На изборе је изашло 340.050 (74,6%) грађана, од укупно 455.791 уписаних бирача.

## Резултати
| Листе | Гласови | %    | Мандати |
| --- | ------- | ---- | ------- |
| Демократска листа за европску Црну Гору — Мило Ђукановић - Демократска партија социјалиста Црне Горе - Социјалдемократска партија Црне Горе - Грађанска партија - Народна слога Црне Горе - Либерални демократи | 167.166 | 47,9 | 39      |
| Заједно за промјене - Социјалистичка народна партија Црне Горе - Српска народна странка - Народна странка | 133.894 | 38,4 | 30      |
| Црна Гора може — Либерални савез Црне Горе | 20.306  | 5,7  | 4       |
| Патриотска коалиција за Југославију - Народна социјалистичка странка Црне Горе - Српска радикална странка др Војислав Шешељ - Југословенска левица                                                              | 9.911   | 2,81 | 0       |
| Демократска унија Албанаца | 8.498   | 2,4  | 2       |
| Бошњачка демократска коалиција (ИДУ и др.) | 2.480   | 0,7  | 0       |
| Бошњачка коалиција (СДАЦГ и др.) | 2.173   | 0,6  | 0       |
| Остали | 3.988   | 1,1  | 0       |